# Gurs
Gurs es una localidad y comuna francesa del departamento de los Pirineos Atlánticos, en la región de Aquitania-Lemosín-Poitou-Charentes. Al censo de 1999 contaba con unos 383 habitantes en sus cerca de 11 km² de superficie. Limita con la comuna de Jasses al nordeste, Sus al noroeste, Dognen al este, Moncayolle-Larrory-Mendibieu al oeste, L'Hôpital-Saint-Blaise al sudoeste y Préchacq-Josbaig al sur.

## Demografía
| 589 | 684 | 614 | 625 | 693 | 720 | 657 | 694 | 723 | 683 | 661 | 608 | 633 | 624 | 606 | 574 | 553 | 606 | 580 | 541 | 504 | 514 | 474 | 502 | 537 | 443 | 415 | 395 | 392 | 384 | 381 | 383 | 375 |
| Para los censos de 1962 a 1999 la población legal corresponde a la población sin duplicidades (Fuente: INSEE [Consultar]) |     |     |     |     |     |     |     |     |     |     |     |     |     |     |     |     |     |     |     |     |     |     |     |     |     |     |     |     |     |     |     |     |

## Economía
La principal actividad es la agrícola (ganadería y policultivo)

## Historia
En el territorio de la comuna se asentó el campo de Gurs donde, entre personas de diversas nacionalidades, los refugiados españoles del régimen franquista estuvieron confinados en los años 1939-1941.